# 말 미러 잉겐 키나다
말 미러 잉겐 키나다(아일랜드어: Máel Muire ingen Cináeda)는 달리어타의 왕 키나드 막 알핀의 딸이다. 이 넬의 중요한 아일랜드 왕 두 명과 결혼했다.
말 미러의 첫 번째 남편은 북 이 넬 출신의 지고왕 아드 핀들리어흐다. 아드에게는 말 미러가 세 번째 부인이다. 말 미러는 아드 핀들리어흐와의 사이에서 오 넬의 시조인 니얼 글룬두브를 낳았다.
두 번째 남편은 남 이 넬 출신으로 아드의 다음 지고왕인 플란 너 시나너다. 플란에게는 말 미러가 세 번째 부인이다. 아드가 첫 번째 부인 고르믈라흐 라파크와의 사이에서 낳은 에흐너가 플란의 두 번째 부인이었고, 아드의 두 번째 부인은 플란의 어머니 란드 잉겐 둔렁거였다. 따라서 플란은 말 미러에게 의붓아들이자 의붓사위이자 남편이 된다. 말 미러는 플란 너 시나너와의 사이에서 미데 왕 돔날 막 플란, 브레가 왕비 리가크 잉겐 플란을 낳았다.
남성중심적 기록이 이루어졌던 시대에는 드물게도 913년 사망했다는 기록이 울라 편년사에 남아 있다.